# SP-222
A SP-222 é uma rodovia radial do estado de São Paulo, administrada pelo Departamento de Estradas de Rodagem do Estado de São Paulo (DER-SP).

## Denominações
Recebe as seguintes denominações em seu trajeto:
Nome:	Casimiro Teixeira, Prefeito, Rodovia
- De - até:	Biguá - Iguape
- Legislação:	LEI 3.171 DE 10/12/81

Nome:	Ivo Zanella, Rodovia
- De - até:	Iguape - Pariquera-Açu
- Legislação:	LEI 7.268 DE 10/05/91

Nome:	José Redis, Rodovia
- De - até:	Pariquera-Açu - Jacupiranga
- Legislação:	LEI 10.652 DE 19/09/2000

## Descrição
Principais pontos de passagem: BR-166 (Biguá) - Iguape - Pariquera-Açu - BR-116 (Jacupiranga)

## Características

### Extensão
- Km Inicial: 0,000
- Km Final: 115,825

### Localidades atendidas
- Miracatu
- Biguá
- Iguape
- Pariquera-Açu
- Jacupiranga